# Lista de monarcas da Coreia

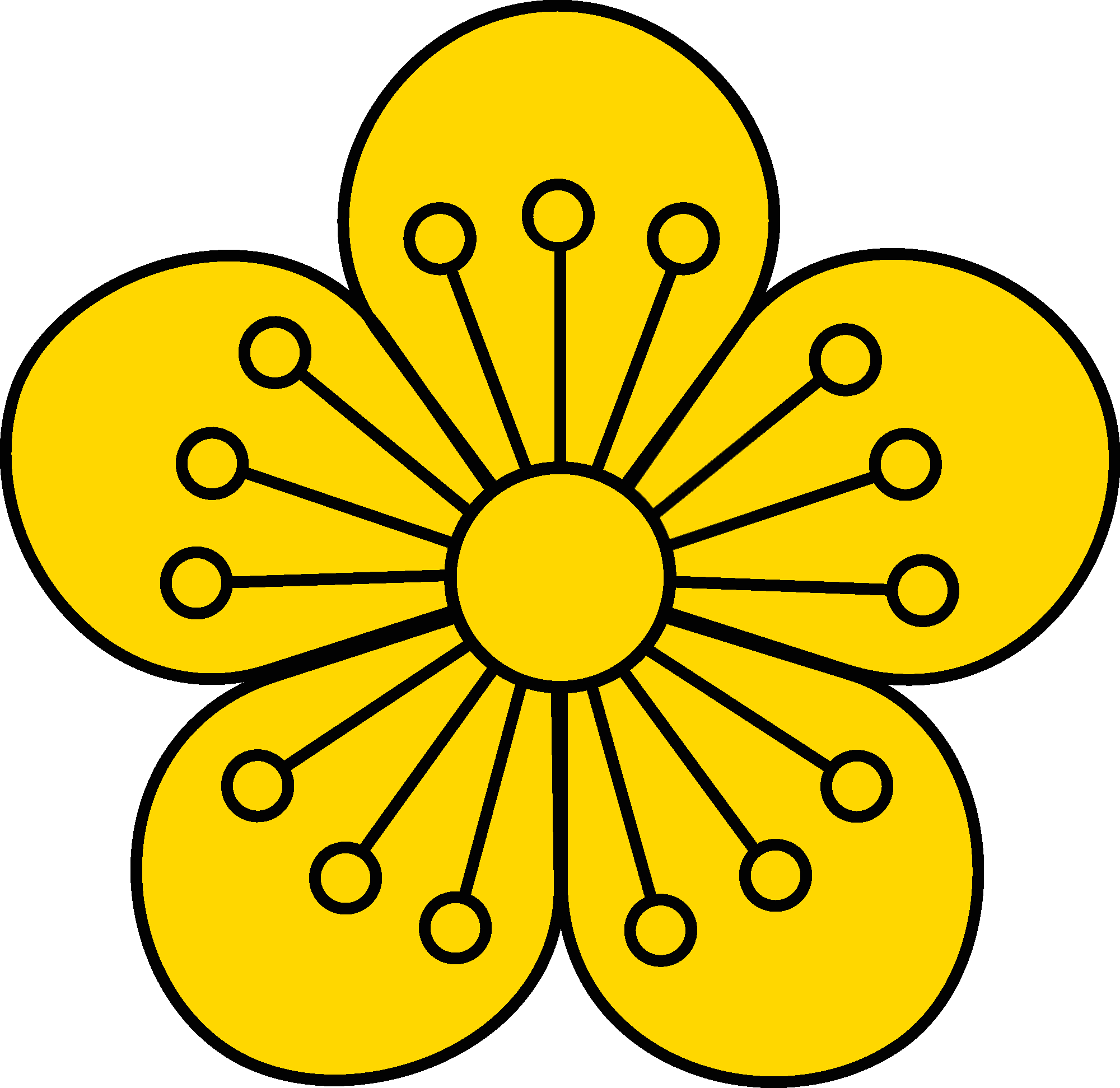
Selo do Império Coreano (1897-1910).

Esta é a lista de imperadores da Coreia.  

## Dinastia Gojoseon
De acordo com a tradição, o reino de Gojoseon foi o primeiro estado coreano e foi fundado pelo lendário Dangun Wanggeom (Hangul, 단군왕검; hanja, 檀 君王 儉) em 2333 a.C, Embora o ano da fundação esteja em disputa entre os historiadores. A Idade do Bronze, evidências arqueológicas da cultura Gojoseon está no norte da Coréia e Liaoning. A maior parte da história de Gojeseon está envolta em mistério e misticismo. 

#### Dangun Joseon
- Dangun Wanggeom (2333 - ?? a.C).. Rei mitológico.

#### Gija Joseon
- Gija (1122-?? a.C)
- Song (1082-1057 a.C)
- Sun (1057-1030 a.C)
- Bak (1030-1000 a.C)
- Ch'un (1000-972 a.C)
- Gong (972-968 a.C)
- Chang (968-957 a.C)
- Ch'ak (957-943 a.C)
- Jo (943-925 a.C)
- Sak (925-896 a.C)
- Sá (896-843 a.C)
- Ryun (843-793 a.C)
- Wul (793-778 a.C)
- Jik (778-776 a.C)
- U (776-761 a.C)
- Mok (761-748 a.C)
- P'yung (748-722 a.C)
- Gwul (722-703 a.C)
- Whe (703-675 a.C)
- Jon (675-658 a.C)
- Hyo (658-634 a.C)
- Yang (634-615 a.C)
- I (615-594 a.C)
- Ch'am (594-578 a.C)
- Gon (578-560 a.C)
- Sak (560-519 a.C)
- Yo (519-503 a.C)
- Gang (503-486 a.C)
- Hon (486-465 a.C)
- Pyunk (465-432 a.C)
- Jeung (432-413 a.C)
- Jil (413-385 a.C)
- Seup (385-369 a.C)
- Ha (369-361 a.C)
- Wha (361-342 a.C)
- Ho (342-315 a.C)
- Uk (315-290 a.C)
- Suk (290-251 a.C)
- Yun (251-232 a.C)
- Bu (232-220 a.C)
- Jun (220-195 a.C)

#### Wilman Joseon
- Wi Man (194-?? a.C)
- Desconhecido (??-??)
- Ugeo (??-108 a.C)

## Dinastia Buyeo
Buyeo (século 2 aC - 494 dC) abrangia o atual nordeste da China. Novamente, as informações são escassas e contraditórias.

#### Buyeo Oriental
- Haemosu (86-48 a.C)
- Geumwa (48-7 a.C)
- Daeso (7 a.C - 22)

#### Galsa Buyeo
- Rei de nome desconhecido (21-?? a.C)
- Dodu (??-68)

#### Buyeo Tárdio
- Wigutae
- Ganwiteo
- Maryeo
- Uiryeo
- Uira
- Hyeon
- Yeoul
- Jan

## Confederação Mahan
Líderes da confederação de 54 cidades ao longo da península coreana. 
- Jun (220-193 a.C)
- Gang (193-189 a.C)
- An (189-157 a.C)
- Hye (157-144 a.C)
- Myung (144-113 a.C)
- Hyo (113-73 a.C)
- Yang (73-58 a.C)
- Won (58-33 a.C)
- Gye (33-17 a.C)

## Três Reinos da Coreia
Os Três Reinos da Coreia foram estados florescentes na península coreana. 

### Koguryo
Os soberanos deste reino utilizavam o título de Taewang (太 王, "rei mais grande"). 
Os reis possuíam o apelido de "Go", com exceção do segundo ao quinto monarca, cujos apelidos foram "Hae". Registra-se que todos os reis seguem a mesma linha patrilinear. Não se sabe se os títulos eram legítimos ou utilizados em batalhas pelo poder. 
- Dongmyeong (37-19 a.C)
- Yuri (19 a.C - 18)
- Daemusin (18-44)
- Minjung (44-48)
- Mobon (48-53)
- Taejo (53-146)
- Chadae (146-165)
- Sindae (165-179)
- Gogukcheon (179-197)
- Sansang (197-227)
- Dongcheon (227-248)
- Jungcheon (248-270)
- Seocheon (270-292)
- Bongsang (292-300)
- Micheon (300-331)
- Gogugwon (331-371)
- Sosurim (371-384)
- Gogugwon (384-391)
- Gwanggeaton (391-413)
- Jangsu (413-491)
- Munjamyeong (491-519)
- Anjang (519-531)
- Anwon (531-545)
- Yangwon (545-559)
- Pyeongwon (559-590)
- Yeongyang (590-618)
- Yeongnyu (618-642)
- Go Bojang (642-668)

### Kguryo tardio
- Gung-ye (901-918)

### Beakje
Baekje foi um dos Três Reinos da Coreia. Os nomes de templo dos reis foram os mesmos nomes pessoais, até o que foi descoberto até o momento. 
- Onjo (18 a.C - 28)
- Daru (28-77)
- Giru (77-128)
- Gaeru (128-166)
- Chogo (166-214)
- Chusu (214-234)
- Saban (234)
- Goi (234-286)
- Chaekgye (286-298)
- Biryu (298-304)
- Gye (304-344)
- Geunchogo (344-346)
- Geun-gusu (346-375)
- Ceun-gusu (375-384)
- Chimnyu (384-385)
- Jinsa (385-392)
- Asin (392-405)
- Jeosin (405-420)
- Gu-isin (420-427)
- Biyu (427-455)
- Gaero (455-475)
- Munju (475-477)
- Samgeun (477-479)
- Dongseong (479-501)
- Muryeong (501-523)
- Seong (523-554)
- Wideok (554-598)
- Hye (598-599)
- Beop (599-600)
- Mu (600-641)
- Uija (641-660)

### Beakje tardio
- Gyeon Hwon (900-935)
- Singeon (935-936)

### Sila
Nos primeiros ano, a Nação de Silla foi governada por três clãs; Park, Seok e Kim. Os governantes possuiam vários títulos como Isageum, Maripgan e Daewang. Assim como alguns reis de Beakje, alguns monarcas declararam-se como Imperador. 
1. Hyeokgeose Geoseogan 혁거세 거서간 朴赫居世居西干 (57 a.C.–4 d.C.)
2. Namhae Chachaung 남해 차차웅 南解次次雄 (4–24)
3. Yuri Yisageum (24–57) 유리이사금 儒理尼師今
4. Talhae Isageum 탈해이사금 脫解尼師今 (57–80)
5. Pasa Isageum 파사이사금 婆娑尼師今 (80–112)
6. Jima Isageum 지마이사금 祗摩尼師今 (112–134)
7. Ilseong Isageum 일성이사금 逸聖尼師今 (134–154)
8. Adalla Isageum 아달라이사금 阿達羅尼師今 (154–184)
9. Beolhyu Isageum 벌휴이사금 伐休尼師今 (184–196)
10. Naehae Isageum 내해이사금 奈解尼師今 (196–230)
11. Jobun Isageum 조분이사금 助賁尼師今 (230–247)
12. Cheomhae Isageum 첨해이사금 沾解尼師今 (247–261)
13. Michu Isageum 미추이사금 味鄒尼師今 (262–284)
14. Yurye Isageum 유례이사금 儒禮尼師今 (284–298)
15. Girim Isageum 기림이사금 基臨尼師今 (298–310)
16. Heulhae Isageum 흘해이사금 訖解尼師今 (310–356)
17. Naemul Maripgan 내물마립간 奈勿麻立干 (356–402)
18. Silseong Maripgan 실성마립간 實聖麻立干 (402–417)
19. Nulji Maripgan 눌지마립간 訥祗麻立干 (417–458)
20. Jabi Maripgan 자비마립간 慈悲麻立干 (458–479)
21. Soji Maripgan 소지마립간 炤智麻立干 (479–500)
22. Jijeung 지증왕 智證王 (500–514)
23. Beopheung 법흥왕 法興王 (514–540)
24. Jinheung 진흥왕 眞興王 (540–576)
25. Jinji 진지왕 眞智王 (576–579)
26. Jinpyeong 진평왕 眞平王 (579–632)
27. Seondeok 선덕왕 善德王 (632–647)
28. Jindeok 진덕왕 眞德王 (647–654)
29. Taejong Muyeol 태종무열왕 太宗武烈王 (654–661)

### Silla Unificada
1. Rey Munmu 문무왕 文武王 (661–681)
2. Rey Sinmun 신문왕 神文王 (681–692)
3. Rey Hyoso 효소왕 孝昭王 (692–702)
4. Rey Seongdeok 성덕왕 聖德王 (702–737)
5. Rey Hyoseong 효성왕 孝成王 (737–742)
6. Rey Gyeongdeok 경덕왕 景德王 (742–765)
7. Rey Hyegong 혜공왕 惠恭王 (765–780)
8. Rey Seondeok 선덕왕 宣德王 (780–785)
9. Rey Wonseong 원성왕 元聖王 (785–798)
10. Rey Soseong 소성왕 昭聖王 (798–800)
11. Rey Aejang 애장왕 哀莊王 (800–809)
12. Rey Heondeok 헌덕왕 憲德王 (809–826)
13. Rey Heungdeok 흥덕왕 興德王 (826–836)
14. Rey Huigang 희강왕 僖康王 (836–838)
15. Rey Minae 민애왕 閔哀王 (838–839)
16. Rey Sinmu 신무왕 神武王 (839)
17. Rey Munseong 문성왕 文聖王 (839–857)
18. Rey Heonan 헌안왕 憲安王 (857–861)
19. Rey Gyeongmun 경문왕 景文王 (861–875)
20. Rey Heongang 헌강왕 憲康王 (875–886)
21. Rey Jeonggang 정강왕 定康王 (886–887)
22. Reina Jinseong 진성왕 眞聖王 (887–897)
23. Rey Hyogong 효공왕 孝恭王 (897–912)
24. Rey Sindeok 신덕왕 神德王 (912–917)
25. Rey Gyeongmyeong 경명왕 景明王 (917–924)
26. Rey Gyeongae 경애왕 景哀王 (924–927)
27. Rey Gyeongsun 경순왕 敬順王 (927–935)

## Confederação Gaya
A confederação foi uma união política entre pequenos estados. O título do rei chamava-se de Wang ("Rei").

### Geumgwan Gaya (42-532)
| #  | Nome           | Nome              | Reinado |
| #  | Ocidentalizado | Hangul/Hanja      | Reinado |
| -- | -------------- | ----------------- | ------- |
| 1  | Suro           | 수로왕 首露王     | 42-199  |
| 2  | Geodeung       | 거등왕 居登王     | 199-259 |
| 3  | Mapum          | 마품왕 麻品王     | 259-291 |
| 4  | Geojilm        | 거질미왕 居叱彌王 | 291-346 |
| 5  | Isipum         | 이시품왕 伊尸品王 | 346-407 |
| 6  | Jwaji          | 좌지왕 坐知王     | 407-421 |
| 7  | Chwihui        | 취희왕 吹希王     | 421-451 |
| 8  | Jilji          | 질지왕 銍知王     | 451-492 |
| 9  | Gyeomji        | 겸지왕 鉗知王     | 492-521 |
| 10 | Guhyenog       | 구형왕 仇衡王     | 521-532 |

### Daegaya (42-562)
| Nome              | Nome                                    | Reinado     |
| Ocidentalizado    | Hangul/Hanja                            | Reinado     |
| ----------------- | --------------------------------------- | ----------- |
| Ijinasi           | 수로왕 首露王                           | 42 a.C - ?? |
| ....              | ...                                     | ...         |
| Gaunmin           | 이진아시왕 伊珍阿豉王                   | ?? - ??     |
| ....              | ...                                     | ...         |
| Haji              | 하지왕 荷知王                           | ...         |
| ...               | ...                                     | ...         |
| Gasil             | 가실왕 嘉悉王 o 嘉實王                  | ?? - ??     |
| ...               | ...                                     | ...         |
| Inoe              | 이뇌왕 異腦王                           | ?? - ??     |
| Wolgwang Doseojil | 월광태자 (月光太子) 도설지왕 (道設智王) | ?? - 562    |

## Balhae
Balhae (渤海) foi um antigo reino da Manchuria que se expandiu até a Coreia. Balhae (chinês Bohai. 渤海), que se inclui ao menos na história coreana. Balhae ocupou regiões da atual China e ao norte da península coreana. 
| #  | Nome Pessoal    | Nome Pessoal  | Período do Reinado | Título Coreano (年號) | Título Coreano (年號)   | Nome Póstumo   | Nome Póstumo |
| #  | Ocidentalizado  | Hangul/Hanja  | Período do Reinado | Ocidentalizado        | Hangul/Hanja            | Ocidentalizado | Hangul/Hanja |
| -- | --------------- | ------------- | ------------------ | --------------------- | ----------------------- | -------------- | ------------ |
| 1  | Go              | 대조영 大祚榮 | 698-719            | -                     | -                       | Go             | 고왕 高王    |
| 2  | Dae Muye        | 대무예 大武藝 | 719-737            | Inan                  | 인안 仁安               | Mu             | 무왕 武王    |
| 3  | Dae Heummu      | 대흠무 大欽茂 | 737-793            | Daeheung Boryeok      | 대흥 (大興) 보력 (寶曆) |                | 문왕 文王    |
| 4  | Dae Won-ui      | 대원의 大元義 | 793                | -                     | -                       | -              | -            |
| 5  | Dae Hwa-yeo     | 대화여 大華與 | 793-794            | Jungheung             | 중흥 中興               | Seong          | 성왕 成王    |
| 6  | Dae Sung-rin    | 대숭린 大嵩璘 | 794-809            | Jeongryeok            | 정력 正曆               | Gang           | 강왕 康王    |
| 7  | Dae Won-yu      | 대원유 大元瑜 | 809-812            | Yeongdeok             | 영덕 永德               | Jeong          | 정왕 定王    |
| 8  | Dae Eon-ui      | 대언의 大言義 | 812-817?           | Jujak                 | 주작 朱雀               | Hui            | 희왕 僖王    |
| 9  | Dae Myeongchung | 대명충 大明忠 | 817?-818?          | Taesi                 | 태시 太始               | Gan            | 간왕 簡王    |
| 10 | Dae Insu        | 대인수 大仁秀 | 818?-830           | Geonheung             | 건흥 建興               | Seon           | 선왕 宣王    |
| 11 | Dae Ijin        | 대이진 大彝震 | 830-857            | Hamwa                 | 함화 咸和               | ?              | ?            |
| 12 | Dae Geonhwang   | 대건황 大虔晃 | 857-871            | ?                     | ?                       | ?              | ?            |
| 13 | Dae Hyeonseok   | 대현석 大玄錫 | 871-895            | ?                     | ?                       | ?              | ?            |
| 14 | Dae Wihai       | 대위해 大瑋瑎 | 895-906            | -                     | -                       | -              | -            |
| 15 | Dae Inseon      | 대인선 大諲譔 | 906-926            | ?                     | ?                       | ?              | ?            |

## Goryeo
Goryeo era governado pela Casa de Wang. O primeiro governante tinha o nome de templo Taejo, que significa "grande progenitor", e se aplicava aos primeiros reis de Goryeo e Joseon, assim como os fundadores das dinastias Wang e Yi, respectivamente. Começando em Gwangjong, os governantes de Goryeo foram chamados de imperadores, com os três primeiros governantes elevados a esse título postumamente. Com a conquista dos mongóis, no entanto, o título da cidade foi rebaixado a rei ("Wang").
Os próximos vinte e três reis (até Wonjong) também são conhecidos pelo nome do templo, terminando em jong. Começando com Chungnyeol (o vigésimo quinto rei), todos os reis restantes de Goryeo tinham o título Wang ("Rei") como parte do nome do templo. Os nomes das era estão entre colchetes, quando disponíveis.
| #  | Retrato | Nome Pessoal   | Nome Pessoal | Período do Reinado  | Nome de Cortesia Nome Mongol (M) Pseudônimo (Ps) | Nome de Cortesia Nome Mongol (M) Pseudônimo (Ps)      | Nome de Templo (廟號) Nome Póstumo (諡 號) | Nome de Templo (廟號) Nome Póstumo (諡 號)       | Nome de Era       | Nome de Era               |
| #  | Retrato | Ocidentalizado | Hangul/Hanja | Período do Reinado  | Ocidentalizado                                   | Hangul/Hanja                                          | Ocidentalizado                             | Hangul/Hanja                                     | Ocidentalizado    | Hangul/Hanja              |
| -- | ------- | -------------- | ------------ | ------------------- | ------------------------------------------------ | ----------------------------------------------------- | ------------------------------------------ | ------------------------------------------------ | ----------------- | ------------------------- |
| 1  |         | Wang Geon      | 왕건 (王建)  | 918-943             | Yakcheon (C)                                     | 약천 (若 天, C)                                       | Taejo (T) Sinseong (P)                     | 태조 (太祖, T) 신성 (神聖, P)                    | Cheonsu           | 천수 (天授)               |
| 2  |         | Wang Mu        | 왕무 (王 武) | 943-945             | Sunggeon (C)                                     | 승건 (承乾, C)                                        | Hyejong Uigong (P)                         | 혜종 (惠 宗, T) 의공 (義 恭, P)                  |                   |                           |
| 3  |         | Wang Yo        | 왕요 (王堯)  | 945-949             | Uicheon (C)                                      | 의천 (義 天, C)                                       | Jeongjong (T) Munmyeong (P)                | 정종 (定 宗, T) 문명 (文明, P)                   |                   |                           |
| 4  |         | Wang So        | 왕소 (王昭)  | 949-975             | Iihwa (C)                                        | 일화 (日 華, C)                                       | Gwangjong (T) Daesung (P)                  | 광종 (光宗, T) 대성 (大成, P)                    | Gwangdeok Junpung | 광덕 (光 德) 준풍 (峻 豊) |
| 5  |         | Wang Ju        | 왕주 (王 伷) | 975-981             | Jagmin (C)                                       | 장민 (長 民, C)                                       | Gyeongjong (T) Heonhwa (P)                 | 경종 (景宗, T) 헌화 (獻 和, P)                   |                   |                           |
| 6  |         | Wang Chi       | 왕치 (王治)  | 981-997             | On-go (C)                                        | 온고 (溫 古, C)                                       | Seongjong (T) Munui (P)                    | 성종 (成 宗, T) 문의 (文 懿, P)                  |                   |                           |
| 7  |         | Wang Song      | 왕송 (王 訟) | 997-1009            | Hiosina (C)                                      | 효신 (孝 伸, C)                                       | Mokjong (T) Seonyang (P)                   | 목종 (穆宗, T) 선양 (宣 讓, P)                   |                   |                           |
| 8  |         | Wang Sun       | 왕순 (王 詢) | 1009-1031           | Anse (C)                                         | 안세 (安 世, C)                                       | Hyeonjong (T) Wonmun (P)                   | 현종 (顯宗, T) 원문 (元 文, P)                   |                   |                           |
| 9  |         | Wang Heum      | 왕흠 (王欽)  | 1031-1034           | Wonryang (C)                                     | 원량 (元 良, C)                                       | Deokjong (T) Gyeonggang (P)                | 덕종 (德宗, T) 경강 (敬 康, P)                   |                   |                           |
| 10 |         | Wang Hyeong    | 왕형 (王 亨) | 1034-1046           | Sinjo (C)                                        | 신조 (申 照, C)                                       | Jeongjong (T) Yonghye (P)                  | 정종 (靖 宗, T) 용혜 (容 惠, P)                  |                   |                           |
| 11 |         | Wang Hwi       | 왕휘 (王 徽) | 1046-1083           | Chok-yu (C)                                      | 촉유 (燭 幽, C)                                       | Munjong (T) Inhyo (P)                      | 문종 (文宗, T) 인효 (仁孝, P)                    |                   |                           |
| 12 |         | Wang Hun       | 왕훈 (王 勳) | 1083                | Uigong (C)                                       | 의공 (義 恭, C)                                       | Sunjong (T) Seonhye (P)                    | 순종 (順 宗, T) 선혜 (宣 惠, P)                  |                   |                           |
| 13 |         | Wang Un        | 왕운 (王 運) | 1083-1094           | Gyecheon (C)                                     | 계천 (繼 天, C)                                       | Seonjong (T) Sahyo (P)                     | 선종 (宣宗, T) 사효 (思 孝, P)                   |                   |                           |
| 14 |         | Wang Uk        | 왕욱 (王昱)  | 1094-1095           | Nenhum                                           | Nenhum                                                | Heonjong (T) Hoehyo (P)                    | 헌종 (獻 宗, T) 사효 (懷 孝, P)                  |                   |                           |
| 15 |         | Wang Ong       | 왕옹 (王 顒) | 1095-1105           | Cheosang (C)                                     | 천상 (天 常, C)                                       | Sukjong (T) Myeonghyo (P)                  | 숙종 (肅宗, T) 명효 (明 孝, P)                   |                   |                           |
| 16 |         | Wang U         | 왕우 (王 俁) | 1105-1122           | Semin (C)                                        | 세민 (世 民, C)                                       | Yejong (T) Munhyo (P)                      | 예종 (睿宗, T) 문효 (文 孝, P)                   |                   |                           |
| 17 |         | Wang Hae       | 왕해 (王 楷) | 1122-1146           | Inpyo (C)                                        | 인표 (仁 表, C)                                       | Injong (T) Gonghyo (P)                     | 인종 (仁宗, T) 공효 (恭 孝, P)                   |                   |                           |
| 18 |         | Wang Hyeon     | 왕현 (王 晛) | 1146-1170           | Ilsung (C)                                       | 일승 (日 升, C)                                       | Uijong (T) Janghyo (P)                     | 의종 (毅 宗, T) 장효 (莊 孝, P)                  |                   |                           |
| 19 |         | Wang Ho        | 왕호 (王 晧) | 1170-1197           | Jidan (C)                                        | 지단 (之 旦, C)                                       | Myeongjong (T) Gwanghyo (P)                | 명종 (明 宗, T) 광효 (光 孝, P)                  |                   |                           |
| 20 |         | Wang Tak       | 왕탁 (王 晫) | 1197-1204           | Jihwan (C)                                       | 지화 (至 華, C)                                       | Sinjong (T) Jeonghyo (P)                   | 신종 (神宗, T) 정효 (靖 孝, P)                   |                   |                           |
| 21 |         | Wang Yeong     | 왕영 (王 韺) | 1204-1211           | Bulpi (C)                                        | 불피 (不 陂, C)                                       | Huijong (T) Seonghyo (P)                   | 희종 (熙宗, T) 성효 (成 孝, P)                   |                   |                           |
| 22 |         | Wang O         | 왕오 (王 祦) | 1211-1213           | Daehwa (C)                                       | 대화 (大 華, C)                                       | Gangjong (T) Wonhyo (P)                    | 강종 (康 宗, T) 원효 (元 孝, P)                  |                   |                           |
| 23 |         | Wang Cheol     | 왕철 (王 皞) | 1213-1259           | Cheon-u (C)                                      | 천우 (天祐, C)                                        | Gojong (T) Anhyo (P) Chungheon (MP)        | 고종 (高宗, T) 안효 (安 孝, P) 충헌 (忠 憲, MP)  |                   |                           |
| 24 |         | Wang Sik       | 왕식 (王 禃) | 1259-1274           | Ilsin (C)                                        | 일신 (日新, C)                                        | Wonjong (T) Sunhyo (P) Chunggyeong (MP)    | 원종 (元 宗, T) 순효 (順 孝, P) 충경 (忠 敬, MP) |                   |                           |
| 25 |         | Wang Geo       | 왕거 (王 昛) | 1274-1298 1298-1308 | Nenhum                                           | Nenhum                                                | Chungnyeol (MP) Gyeonghyo (P)              | 충렬 (忠烈, MP) 경효 (景 孝, P)                  |                   |                           |
| 26 |         | Wang Jang      | 왕장 (王 璋) | 1298 1308-1313      | Jungang (C) Iǰirbuka (M)                         | 중앙 (仲 昻, C) 익지 례 보화 (益 知 禮 普 花, M)      | Chungseon (MP) Heonhyo (P)                 | 충선 (忠 宣, MP) 헌효 (憲 孝, P)                 |                   |                           |
| 27 |         | Wang Do        | 왕도 (王 燾) | 1313-1330 1332-1339 | Uihyo (C) Aratnašri (M)                          | 의효 (宜 孝, C) 아랄 특눌 실리 (阿 剌 忒 訥 失 里, M) | Chungsuk (MP) Uihyo (P)                    | 충숙 (忠 肅, MP) 의효 (懿 孝, P)                 |                   |                           |
| 28 |         | Wang Jeong     | 왕정 (王 禎) | 1330-1332 1339-1344 | Buddhašri (M)                                    | 보탑 실리 (寶塔 實 里, M)                             | Chunghye (MP) Heonhyo (P)                  | 충혜 (忠 惠, MP) 헌효 (獻 孝, P)                 |                   |                           |
| 29 |         | Wang Heun      | 왕흔 (王 昕) | 1344-1348           | Padma dorji (M)                                  | 팔 사마타 아지 (八 思 麻 朶兒 只, M)                  | Chungmok (MP) Hyeonghyo (P)                | 충목 (忠 穆, MP) 현효 (顯 孝, P)                 |                   |                           |
| 30 |         | Wang Jeo       | 왕저 (王 㫝) | 1348-1351           | Čosgen dorji (M)                                 | 미사 감타 아지 (迷思 監 朶兒 只, M)                   | Chungjeong (MP)                            | 충정 (忠 定, MP)                                 |                   |                           |
| 31 |         | Wang Jeon      | 왕전 (王 顓) | 1351-1374           | Bayan Temür (M) Ijae / Ikdang (Ps)               | 백안 첩 목아 (伯顔 帖木兒, M) 이재 / 익당 (Ps)        | Gongmin (P) Gyeonghyo (P)                  | 공민 (恭 愍, P) 경효 (敬 孝, P)                  |                   |                           |
| 32 |         | Wang U         | 왕우 (王 禑) | 1374-1388           | Nenhum                                           | Nenhum                                                | U                                          | Nenhum                                           |                   |                           |
| 33 |         | Wang Chang     | 왕창 (王昌)  | 1388-1389           | Nenhum                                           | Nenhum                                                | Chang                                      | Nenhum                                           |                   |                           |
| 34 |         | Wang Yo        | 왕요 (王瑤)  | 1389-1392           | Nenhum                                           | Nenhum                                                | Gongyang                                   | 공양 (恭 讓, P)                                  |                   |                           |

## Dinastia Joseon
Os monarcas Joseon tinham nomes que terminavam em templo jo ou jong. Jo foi dado aos primeiros reis (imperadores) de novas linhas dentro da dinastia, com o primeiro rei tendo o nome especial (Taejo), que significa "grande progenitor" (ver também Goryeo). Jong foi dado a todos os outros reis (Imperador).
Dois reis, Yeonsangun e Gwanghaegun, não receberam nomes de templo após o fim de seu reinado.
Cada monarca tinha um nome póstumo que incluía o título de Wang ("Rei"), Hwangje ("Imperador"), Daewang ("Rei X, o Grande") ou Daeje ("Imperador X, o Grande"). Por uma questão de consistência, o título "Rei / Imperador" foi adicionado ao nome do templo de cada monarca na lista abaixo. Em 1897, quando se tornou o Império Coreano, alguns dos reis Joseon foram elevados postumamente ao posto de imperadores.
| #  | Retrato | Nome Pessoal          | Nome Pessoal                   | Período de Reinado | Nome de Cortesia (C) Pseudônimo (Ps)    | Nome de Cortesia (C) Pseudônimo (Ps)             | Nome de Templo (廟號) (T) Nome Póstumo (諡號) (P) | Nome de Templo (廟號) (T) Nome Póstumo (諡號) (P) | Nome de Era     | Nome de Era              |
| #  | Retrato | Ocidentalizado        | Hangul/Hanja                   | Período de Reinado | Ocidentalizado                          | Hangul/Hanja                                     | Ocidentalizado                                    | Hangul/Hanja                                      | Ocidentalizado  | Hangul/Hanja             |
| -- | ------- | --------------------- | ------------------------------ | ------------------ | --------------------------------------- | ------------------------------------------------ | ------------------------------------------------- | ------------------------------------------------- | --------------- | ------------------------ |
| 1  |         | Yi Seong-gye Yi Dan   | 이성계 (李成桂) 이단 (李旦)    | 1392-1398          | Gunjin (C) Songheon (Ps)                | 군진 (君 晋, C) 송헌 (松 軒, Ps)                 | Taejo (T) Go (P)                                  | 태조 (太祖, T) 고 황제 (高 皇帝, P)               |                 |                          |
| 2  |         | Yi Bang-gwa Yi Gyeong | 이방 과 (李芳 果) 이경 (李 曔) | 1398-1400          | Gwangwon (C)                            | 광원 (光遠, C)                                   | Jeongjong (T) Gongjeong (P)                       | 정종 (定 宗, T) 공정 (恭 靖, P)                   |                 |                          |
| 3  |         | Yi Bang-won           | 이방원 (李芳 遠)               | 1400-1418          | Yudeok (C)                              | 유덕 (遺 德, C)                                  | Taejong (T) Gongjeong (P)                         | 태종 (太宗, T) 공정 (恭 定, P)                    |                 |                          |
| 4  |         | Yi Do                 | 이도 (李 祹)                   | 1418-1450          | Wonjeong (C)                            | 원정 (元 正, C)                                  | Sejong (T) Jangheon (P)                           | 세종 (世宗, T) 장헌 (莊 憲, P)                    |                 |                          |
| 5  |         | Yi Hyang              | 이향 (李 珦)                   | 1450-1452          | Hwiji (C)                               | 휘지 (輝 之, C)                                  | Munjong (T) Gongsun (P)                           | 문종 (文宗, T) 공순 (恭順, P)                     |                 |                          |
| 6  |         | Yi Hong-wi            | 이홍 위 (李弘 暐)              | 1452-1455          | Nenhum                                  | Nenhum                                           | Danjong (T) Gongui (P)                            | 단종 (端 宗, T) 공 의 (恭 懿, P)                  |                 |                          |
| 7  |         | Yi Yu                 | 이유 (李 瑈)                   | 1455-1468          | Suji (C)                                | 수지 (粹 之, C)                                  | Sejo (T) Hyejang (P)                              | 세조 (世祖, T) 혜장 (惠 莊, P)                    |                 |                          |
| 8  |         | Yi Whang              | 이황 (李 晄)                   | 1468-1469          | Myeingjo (C) Pyeongnam (C)              | 명조 (明 照, C) 평남 (平 南, C)                  | Yejong (T) Yangdo (P)                             | 예종 (睿宗, T) 양도 (襄 悼, P)                    |                 |                          |
| 9  |         | Yi Hyeol              | 이혈 (李 娎)                   | 1469-1494          | Nenhum                                  | Nenhum                                           | Seongjong (T) Gangjeong (P)                       | 성종 (成 宗, T) 강정 (康靖, P)                    |                 |                          |
| 10 |         | Yi Yung               | 이융 (李 㦕)                   | 1494-1506          | Nenhum                                  | Nenhum                                           | Yeonsangun                                        | 연산군 (燕山君)                                   |                 |                          |
| 11 |         | Yi Yeok               | 이역 (李 懌)                   | 1506-1544          | Nakcheon (C)                            | 낙천 (樂天, C)                                   | Jungjong (T) Gonghui (P)                          | 중종 (中 宗, T) 공희 (恭 僖, P)                   |                 |                          |
| 12 |         | Yi Ho                 | 이호 (李 峼)                   | 1544-1545          | Cheonyun (C)                            | 천윤 (天 胤, C)                                  | Injong (T) Yeongjeong (P)                         | 인종 (仁宗, T) 영정 (榮 靖, P)                    |                 |                          |
| 13 |         | Yi Hwan               | 이환 (李 峘)                   | 1545-1567          | Daeyang (C)                             | 대양 (對 陽, C)                                  | Myeongjong (T) Gongheon (P)                       | 명종 (明 宗, T) 공헌 (恭 憲, P)                   |                 |                          |
| 14 |         | Yi Yeon               | 이연 (李 昖)                   | 1567-1608          | Nenhum                                  | Nenhum                                           | Seonjo (T) Sogyeong (P)                           | 선조 (宣 祖, T) 소경 (昭 敬, P)                   |                 |                          |
| 15 |         | Yi Hon                | 이혼 (李 琿)                   | 1608-1623          | Nenhum                                  | Nenhum                                           | Gwanghaegun                                       | 광해군 (光 海 君)                                 |                 |                          |
| 16 |         | Yi Jong               | 이종 (李 倧)                   | 1623-1649          | Cheonyun (C) Hwabaek (C) Songchang (Ps) | 천윤 (天 胤, C) 화백 (和 伯, C) 송창 (松 窓, Ps) | Injo (T)                                          | 인조 (仁祖, T)                                    |                 |                          |
| 17 |         | Yi Ho                 | 이호 (李 淏)                   | 1649-1659          | Jeongyeon (C) Juk-o (Ps)                | 정연 (靜 淵, C) 죽오 (竹 梧, Ps)                 | Hyojong (T)                                       | 효종 (孝宗, T)                                    |                 |                          |
| 18 |         | Yi Heon               | 이연 (李 棩)                   | 1659-1674          | Gyeongjik (C)                           | 경직 (景 直, C)                                  | Hyeonjong (T)                                     | 현종 (顯宗, T)                                    |                 |                          |
| 19 |         | Yi Sun                | 이순 (李 焞)                   | 1674-1720          | Myeongbo (C)                            | 명보 (明 譜, C)                                  | Sukjong (T)                                       | 숙종 (肅宗, T)                                    |                 |                          |
| 20 |         | Yi Yun                | 이윤 (李 昀)                   | 1720-1724          | Hwiseo (C)                              | 휘서 (輝瑞, C)                                   | Gyeongjong (T)                                    | 경종 (景宗, T)                                    |                 |                          |
| 21 |         | Yi Geum               | 이금 (李 昑)                   | 1724-1776          | Gwangsuk (C) Yangseongheon (Ps)         | 광숙 (光 叔, C) 양성헌 (養 性 軒, Ps)            | Yeongjo (T)                                       | 영조 (英 祖, T)                                   |                 |                          |
| 22 |         | Yi Sam                | 이산 (李 祘)                   | 1776-1800          | Hyeongun (C) Hongjae (Ps)               | 형운 (亨 運, C) 홍재 (弘 齋, Ps)                 | Jeongjo (T)                                       | 정조 (正 祖, T)                                   |                 |                          |
| 23 |         | Yi Gong               | 이공 (李 玜)                   | 1800-1834          | Gongbo (C) Sunjae (Ps)                  | 공보 (公 寶, C) 순재 (純 齋, Ps)                 | Sunjo (T)                                         | 순조 (純 祖, T)                                   |                 |                          |
| 24 |         | Yi Hwan               | 이환 (李 烉)                   | 1834-1849          | Muneung (C) Wonheon (Ps)                | 문응 (文 應, C) 원헌 (元 軒, Ps)                 | Heonjong (T)                                      | 헌종 (憲宗, T)                                    |                 |                          |
| 25 |         | Yi Byeon              | 이변 (李 昪)                   | 1849-1863          | Doseung (C) Daeyongjae (Ps)             | 도승 (道 升, C) 대 용재 (大勇 齋, Ps)            | Cheoljong (T)                                     | 철종 (哲宗, T)                                    |                 |                          |
| 26 |         | Yi Myeong-bok Yi Hui  | 이명복 (李 命 福) 이희 (李 㷩) | 1863-1897          | Seongrim (C) Juyeon (Ps)                | 성림 (聖 臨, C) 주연 (珠 淵, Ps)                 | Gojong (T) Tae (P)                                | 고종 (高宗, T) 태황제 (太 皇帝, P)                | Gaeguk Geonyang | 개국 (開國) 건양 (建 陽) |

## Império Coreano
Em 1897, a Dinastia Joseon se tornou o Império Coreano, que durou até 1910. Tecnicamente, os imperadores podem ser chamados por seus nomes de época em vez de seus nomes de templo, mas os últimos são comumente usados.
| # | Retrato | Nome Pessoal         | Nome Pessoal                   | Período de Reinado    | Período de Reinado   | Nome de Cortésia (C) Pseudônimo (Ps) | Nome de Cortésia (C) Pseudônimo (Ps) | Nome de Templo (廟號) (T) Nome Póstumo (諡 號) (P) | Nome de Templo (廟號) (T) Nome Póstumo (諡 號) (P) | Nome de Era (年號) | Nome de Era (年號) |
| # | Retrato | Ocidentalizado       | Hangul/Hanja                   | Período de Reinado    | Período de Reinado   | Ocidentalizado                       | Hangul/Hanja                         | Ocidentalizado                                     | Hangul/Hanja                                       | Ocidentalizado     | Hangul/Hanja       |
| - | ------- | -------------------- | ------------------------------ | --------------------- | -------------------- | ------------------------------------ | ------------------------------------ | -------------------------------------------------- | -------------------------------------------------- | ------------------ | ------------------ |
| 1 |         | Yi Myeong bok Yi Hui | 이명복 (李 命 福) 이희 (李 㷩) | 13 de Outubro de 1897 | 19 de Julho de 1907  | Seongrim (C) Juyeon (Ps)             | 성림 (聖 臨, C) 주연 (珠 淵, Ps)     | Gojong (T) Tae (P)                                 | 고종 (高宗, T) 태황제 (太 皇帝, P)                 | Gwangmu            | 광무 (光武)        |
| 2 |         | Yi Cheok             | 이척 (李 坧)                   | 19 de Julho de 1907   | 29 de Agosto de 1910 | Gundang (C) Jeongheon (Ps)           | 군방 (君 邦, C) 정헌 (正 軒, Ps)     | Sunjong (T) Hyo (P)                                | 순종 (純 宗, T) 효 황제 (孝 皇帝, P)               | Yunghui            | 융희 (隆 熙)       |

A Coréia foi anexado ao Império do Japão em 1910, sendo um protetorado desde 1905.